# Jolanda Čeplak
Jolanda Čeplak, född 12 september 1976, Celje, Slovenien, Jugoslavien, är en slovensk friidrottare som tävlar i medeldistanslöpning. 
Čeplaks specialdistans är 800 meter där hon under flera år har stått i skuggan av grenens dominant Maria Mutola. Čeplaks personbästa på 800 meter är 1.55,19 och hon innehar världsrekord inomhus på 1.55,82. 
Hennes främsta merit utomhus är EM-guldet från 2002 i München. Dessutom blev hon bronsmedaljör vid Olympiska sommarspelen 2004. Inomhus har hon blivit tvåa vid VM 2004 i Budapest och europamästare 2002. 
Čeplak testades positivt för dopning den 26 juli 2007.